# Korpstruppen
Als Korpstruppen werden üblicherweise jene Verbände und Einheiten eines Korps bezeichnet, die direkt unter dessen Kommando stehen und die die vom Korps geführten Divisionen oder Brigaden unterstützen oder sonstige Aufgaben zur Führungsunterstützung übernehmen. Die Begrifflichkeit ist insbesondere aus Beschreibungen zur Bundeswehr bekannt.

## Beschreibung
Aufgabe der Korpstruppen ist die Sicherstellung der Kampfkraft und Durchhaltefähigkeit des Korps im Feld. Sie umfassen daher Verbände und Einheiten, die der Korpsführung eigene Aufklärung ermöglichen u. a. durch Fernspäher, Drohnen oder Hubschrauber, früher auch Kavallerie, die die rückwärtige Versorgung und die Verbindung zwischen den unterstellten und benachbarten Großverbänden sicherstellen und den Feldersatz der Kampf-, Führungs- und Unterstützungstruppen mit Personal aller Dienstgrade ermöglichen.
Seit dem Ende des Kalten Krieges wurde die Korpsebene in sehr vielen Streitkräften stark abgebaut oder in der klassischen Form ganz abgeschafft. Heute existiert sie vorwiegend als Planungs- oder internationale Führungsebene.
Bis etwa 1995 umfassten die Korpstruppen in den NATO-Staaten in der Regel:
- spezialisierte Aufklärungskompanie
- Korps-Fernmelderegiment mit Fernmeldebataillon Elektronische Kampfführung und Stabs-Fernmeldebataillon
- Korpsartillerie: Artilleriekommando mit Raketenartillerie und Drohnenbatterie (in der Bundeswehr mit CL-289)
- Panzerregiment (in der Bundeswehr zeitweise in der Heeresstruktur 3 (1970 bis 1975))
- zeitweilig Flugabwehrregiment, nachmalig Divisionstruppe
- Heeresfliegerregiment PAH, Heeresfliegerregiment LTH und Heeresfliegerregiment MTH
- Pionierregiment
- ABC-Abwehrbataillon
- Nachschubregiment
- Instandsetzungsregiment
- Sanitätsregiment und Feldlazarettregiment
- Sicherungsverband (Jägerregiment/Sicherungsbataillon)
- Militärpolizeikommando (bei der Bundeswehr Feldjäger)
- Feldersatztruppen

In der US Army hatten die Korpstruppen statt o. g. Regimentern Brigaden, insbesondere bei der Artillerie und den Heeresfliegern. Korpstruppen kleinerer NATO-Staaten verfügten in den genannten Bereichen teilweise über keine oder nur kleinere Verbände.
Analog gibt es Verbände und Einheiten der Kampfunterstützungstruppen, Einsatz- und Führungsunterstützungstruppe und Logistiktruppe, die als zugeordnete Verbände und Einheiten direkt einer Division oder Brigade als Divisions- oder Brigadetruppen unterstehen.